# 2009年世界運動會中華台北代表團
2009年世界運動會中華台北代表團是中華民國（台灣）以“中華台北”名義，參與在台灣高雄市舉行的2009年世界運動會。
在本次賽事中，滑輪溜冰是本次中華代表團的奪牌項目中向為亮眼的一個，佔了全部金牌數目的一半。而空手道方面黃昊昀所奪得的金牌為中華台北參賽28年以來首次拿到的最高獎牌。

## 獎牌統計

### 獎牌項目
正式項目
| 賽事     | 金牌 | 銀牌 | 銅牌 | 合計 |
| 滑輪溜冰 | 4    | 3    | 1    | 8    |
| 健力     | 2    | 0    | 1    | 3    |
| 空手道   | 1    | 2    | 1    | 4    |
| 健美     | 1    | 0    | 2    | 3    |
| 拔河     | 1    | 0    | 0    | 1    |
| 柔術     | 0    | 2    | 0    | 2    |
| 撞球     | 0    | 1    | 1    | 2    |
| 合球     | 0    | 0    | 1    | 1    |
| 花式滑輪 | 0    | 0    | 1    | 1    |
| 水上救生 | 0    | 0    | 1    | 1    |
| 總 計    | 9    | 8    | 9    | 26   |

邀請賽項目
| 賽事   | 金牌 | 銀牌 | 銅牌 | 合計 |
| 巧固球 | 2    | 0    | 0    | 2    |
| 武術   | 1    | 3    | 1    | 5    |
| 龍舟   | 0    | 1    | 1    | 2    |
| 壘球   | 0    | 1    | 0    | 1    |
| 總 計  | 3    | 5    | 2    | 10   |

### 獎牌得主
正式項目
| 奖牌 | 运动员 | 项目     | 赛事                    |
| ---- | --- | -------- | ----------------------- |
| 金牌 | 駱威霖 | 滑輪溜冰 | 男子300公尺計時賽       |
| 金牌 | 黃郁婷 | 滑輪溜冰 | 女子300公尺計時賽       |
| 金牌 | 黃郁婷 | 滑輪溜冰 | 女子500公尺爭先賽       |
| 金牌 | 黃郁婷 | 滑輪溜冰 | 女子1000公尺爭先賽      |
| 金牌 | 王嘉淇、甘林依靜、李姿怡 柯佳妏、徐玉齡、陳麗惠 王姿榕、楊詩瑜、鄭淑芳                                     | 拔河     | 女子520公斤             |
| 金牌 | 許崇煌（遞補）                                                                                             | 健美     | 男子80公斤級            |
| 金牌 | 謝宗廷 | 健力     | 男子輕量級              |
| 金牌 | 陳葦綾 | 健力     | 女子輕量級              |
| 金牌 | 黃昊昀 | 空手道   | 男子對打80公斤          |
| 銀牌 | 駱威霖 | 滑輪溜冰 | 男子500公尺計時賽       |
| 銀牌 | 許巧人 | 滑輪溜冰 | 女子300公尺計時賽       |
| 銀牌 | 許巧人 | 滑輪溜冰 | 女子1000公尺爭先賽      |
| 銀牌 | 李靜怡 | 柔術     | 女子55公斤級            |
| 銀牌 | 楊憲慈 | 柔術     | 女子62公斤級            |
| 銀牌 | 楊清順 | 撞球     | 男子個人花式九號球      |
| 銀牌 | 夏文皇 | 空手道   | 男子對打60公斤          |
| 銀牌 | 陳彥卉 | 空手道   | 女子對打53公斤          |
| 銅牌 | 潘怡蓁 | 滑輪溜冰 | 女子15000公尺淘汰賽     |
| 銅牌 | 簡佳聖、王思予（遞補）                                                                                     | 花式滑輪 | 雙人花式                |
| 銅牌 | 黃建智 | 健美     | 男子75公斤級            |
| 銅牌 | 許家豪（遞補）                                                                                             | 健美     | 男子85公斤級            |
| 銅牌 | 林士傑、洪冠儒、郭佳豪 吳俊賢、黃麟帆、張國恩 邱志益、周湘茹、趙燕伶 林思宇、梁可欣、曲書平 林秀雲、羅菀瑤 | 合球     | 混合團體                |
| 銅牌 | 楊金桂 | 水上救生 | 女子200公尺障礙救生決賽 |
| 銅牌 | 張雅雯 | 健力     | 女子無限量級決賽        |
| 銅牌 | 林沅君 | 撞球     | 女子花式九號球銅牌戰    |
| 銅牌 | 張婷 | 空手道   | 女子60公斤以下銅牌戰    |

邀請賽項目
| 奖牌 | 运动员 | 项目   | 赛事                 |
| ---- | --- | ------ | -------------------- |
| 金牌 | 彭偉群 | 武術   | 男子南棍南拳全能     |
| 金牌 | 方慎思、李世仁 李坤橙、李振銘 李智瑋、林文檳 姚飛龍、陳葉峻 張惟淳、張幃翔 | 巧固球 | 男子團體             |
| 金牌 | 黃千慈、林詩芸 鍾佳蓉、鍾惠君 宋采芸、鍾孟澄 吳佩螢、鄭玉花 鍾佩如、張秀琪 | 巧固球 | 女子團體             |
| 銀牌 | 陳少騏 | 武術   | 女子劍術槍術全能     |
| 銀牌 | 范嫚紜 | 武術   | 女子太極拳太極劍全能 |
| 銀牌 | 周廷原 | 武術   | 男子散打70公斤級     |
| 銀牌 | 吳士良、邱斌瑞 邱懷諄、賈俊瀚 謝祖耀、張嘉仁 李漢城、劉韋辰 賴鋒璋、郭重興 陳修嗣、謝易龍 王字安、馬健銘 謝延禧、殷琬婷 張筑涵、洪瑋 黃逸彣、陳薇任 陳瑋涵、陳家宜 凃昱帆、陳沁婕、洪佳儀 | 龍舟   | 混合團體2000公尺計時 |
| 銀牌 | 羅尹莎、闕明慧 高靜儀、張麗秋 巫昕穎、江慧娟 楊依婷、邱安汝 李思詩、李秋靜 賴孟婷、林佩君 李筱琪、鍾彗琳、張曼萱                                                                          | 壘球   | 女子團體             |
| 銅牌 | 高玉娟 | 武術   | 女子散打60公斤       |
| 銅牌 | 吳士良、邱斌瑞 邱懷諄、賈俊瀚 謝祖耀、張嘉仁 李漢城、劉韋辰 賴鋒璋、郭重興 陳修嗣、謝易龍 王字安、馬健銘 謝延禧、殷琬婷 張筑涵、洪瑋 黃逸彣、陳薇任 陳瑋涵、陳家宜 凃昱帆、陳沁婕、洪佳儀 | 龍舟   | 混合團體200公尺      |

## 選手概況和成績
- 本次代表團共派出459位選手，共參加33個大項，包含28個正式項目（飛行運動、水上救生、蹼泳、滑水、直排輪曲棍球、花式滑輪、滑輪溜冰、射箭、飛盤、保齡球、七人制橄欖球、撞球、司諾克、滾球、合球、壁球、輕艇水球、浮士德球、相撲、健力、健美、柔術、空手道、韻律體操、運動舞蹈、有氧體操、運動攀登、定向越野、拔河）及5個挑戰賽項目（壘球、巧固球、沙灘手球、武術、龍舟）。

## 各日表現

### 7月17日
- 龍舟—上午龍舟200公尺競賽中獲得銅牌，為本屆代表團的首面獎牌；下午的2000公尺競賽中更奪得銀牌。(因是表演賽所以不算於獎牌榜之內。)
- 競速滑輪—駱威霖於300公尺計時賽中獲得金牌；而黃郁婷、許巧人兩人更在300公尺計時賽中分別奪得金牌以及銀牌。

### 7月18日
- 滑輪溜冰－女子組部分，黃郁婷和許巧人於1000公尺淘汰賽中在度獲得一金一銀，而潘怡蓁也在15000比賽中獲得銅牌；而男子組方面，前一日獲得金牌的駱威霖在倒數第三圈中不慎絆倒，失去了獲得獎牌的機會[2]。

### 7月19日
- 拔河－與荷蘭的金牌爭奪戰中女子組勇奪金牌，是為中華隊於本屆世運會中的第4面金牌。
- 健美－黃建智獲得70公斤級男子組比賽銅牌；而稍後的80公斤級男子組許崇煌中獲得銀牌。
- 滑輪溜冰－全數選手在與賽中通過之後，黃玉婷再度為中華隊奪金；而男子組方面因駱威霖碰撞哥倫比亞選手犯規使的原先的金牌被降級而奪得銀牌。

### 7月20日
- 壘球：於上午已8:1的成績擊敗南韓後便和日本對決金牌戰，日本隊最後以4:2的成績擊敗中華隊獲得金牌，而中華隊其次獲得銀牌。由於壘球項目為表演賽，因此本項目所獲得的獎牌不納入獎牌榜內。此日也是本屆世運會中中華隊完全沒有得獎牌(正式賽)的一天。

### 7月21日
- 柔術－楊憲慈選手於金牌爭奪戰中輸給了德國選手，獲得銀牌
- 合球－與俄羅斯的團體銅牌爭奪戰中中華隊以25:18的成績擊退俄羅斯，獲得銅牌

- 保齡球代表隊：王幼玲、方志男男女混雙比賽，於球館內溫度過高，兩位選手遭受影響，因此以11名落敗無緣奪牌。

### 7月22日
- 柔術－李靜怡選手於55公斤級賽程中被法國選手打敗，獲得銀牌。

### 7月23日
- 水上救生－楊金桂於200公尺泳池水上救生中位居第三名，獲得銅牌。

- 保齡球- 今日比男單·女單保齡球十強晉級賽 中華民國男子選手方志男以第11名無緣晉級十強 而女子選手王幼玲以第七名晉級十強  之後22日早上十強循環賽 由於狀況非易 最終還是以第七名無緣為國奪牌

### 7月24日
- 武術－本次中華隊武術代表隊共獲1金3銀1銅，分別由彭偉群於套路男子南拳及南棍決賽中獲得金牌，陳少騏於套路女子劍術及槍術決賽中獲得銀牌、范嫚紜於套路女子太極拳及太極劍決賽中獲得銀牌、前一天的周廷原於散手男子70公斤賽中獲得銀牌，以及負於菲律賓選手而獲得銅牌的高玉娟。由於此賽為表演邀請賽，因此所獲得的獎牌不納入獎牌榜之內。

### 7月25日
- 健力－於北京奧運中獲得銅牌的陳葦綾於女子輕量級比賽中挑戰金牌成功，並刷新世界紀錄；而同在女子輕量級組的周怡茹雖然排名第4，但也有刷新抓舉世界紀錄。男子組方面，謝宗庭選手也於男子輕量級賽中獲得金牌。
- 空手道－黃昊昀選手於男子80公斤以下對打中因俄羅斯選手犯規次數過多使黃昊昀被送進醫院，獲得金牌，而女子組部分張婷也為中華隊添得一面銅牌。

### 7月26日
- 撞球－在女子花式9球項目的銅牌戰中，林沅君以9:5的成績擊敗隊友張舒涵而獲得銅牌；男子花式9球方面則是楊清順對戰德國的蘇魁，最終蘇魁以11:4擊退楊清順，進而獲得銀牌一面，有趣的是在2001年世界運動會中蘇魁與楊清順有同樣交手而當時楊清順擊退蘇魁而奪下金牌。
- 空手道－男子組60公斤級以下對打夏文皇不敵巴西隊選手而獲得銀牌；女子組方面，陳彥卉與克羅埃西亞選手對戰最後位居第2，獲得銀牌。
- 巧固球－男子組以及女子組方面兩隊皆與瑞士代表對決戰，最後中華隊雙雙擊落對手而共獲得2面金牌。由於本項目為表演賽，因此本項目所獲得的獎牌不納入獎牌榜之內。
- 健力－在女子超量級決賽中張雅雯於分數排名中位居第3，獲得銅牌。

## 正式項目

### 飛行運動
- 潘益龍：定點降落（第10名）

### 水上救生
男子
- 陳冠彰：
  - 男子100公尺混合救生（未晉級）
  - 男子救生板競速（未晉級）
  - 男子鐵人賽（未晉級）
- 林昱安：
  - 男子200公尺障礙救生（未晉級）
  - 男子100公尺穿蛙鞋帶假人（未晉級）
  - 男子海浪游泳（未晉級）
  - 男子鐵人賽（未晉級）
- 林俊竹：
  - 男子100公尺混合救生（第16名）
  - 男子海浪游泳（未晉級）
- 李承軒：
  - 男子海浪游泳（未晉級）
- 陸晉湟：
  - 男子100公尺穿蛙鞋帶假人（第10名）
  - 男子救生板競速（未晉級）
  - 男子鐵人賽（未晉級）
- 李政展：
  - 男子50公尺假人救生（未晉級）
  - 男子100公尺穿蛙鞋帶假人（第12名）
  - 男子100公尺混合救生（未晉級）
  - 男子救生板競速（未晉級）
- 陳冠彰、林俊竹、李承軒、陸晉湟：
  - 男子4x25公尺假人救生接力（第8名）
- 陳冠彰、林昱安、李承軒、李政展：
  - 男子4x50公尺障礙救生接力（第7名）
- 陳冠彰、林昱安、李承軒、陸晉湟：
  - 男子4x50公尺混合救生接力（犯規）

女子
- 王瑋婷：
  - 女子50公尺假人救生（未晉級）
  - 女子100公尺穿蛙鞋帶假人（未晉級）
  - 女子救生板競速（未晉級）
  - 女子鐵人賽（未晉級）
- 郭宥汝：
  - 女子100公尺混合救生（第15名）
  - 女子救生板競速（未晉級）
  - 女子鐵人賽（未晉級）
- 李致毅：
  - 女子100公尺穿蛙鞋帶假人（未晉級）
  - 女子海浪游泳（未晉級）
- 林洵雯：
  - 女子100公尺混合救生（未晉級）
  - 女子海浪游泳（未晉級）
- 楊金桂：
  - 女子200公尺障礙救生（ 銅牌）
- 張芝滎：
  - 女子100公尺穿蛙鞋帶假人（未晉級）
  - 女子100公尺混合救生（未晉級）
  - 女子海浪游泳（未晉級）
  - 女子救生板競速（未晉級）
- 王瑋婷、郭宥汝、李致毅、林洵雯：
  - 女子4x25公尺假人救生接力（第8名）
- 王瑋婷、郭宥汝、林洵雯、楊金桂：
  - 女子4x50公尺障礙救生接力（第5名）
- 王瑋婷、李致毅、林洵雯、張芝滎：
  - 女子4x50公尺混合救生接力（第6名）

### 蹼泳
- 林岳勳：男子偋氣50公尺（未晉級）
- 林建龍：男子水面200公尺（未晉級）
- 楊秉樺：男子水面400公尺（未晉級）
- 林岳勳、張育禎、林建龍、楊秉樺：男子水面4x400公尺接力（第8名）
- 劉澔旻：
  - 女子偋氣50公尺（未晉級）
  - 女子水面400公尺（未晉級）

### 滑水
- 甘峻瑜：
  - 男子個人寬板（未晉級）
  - 男子個人寬板花式（未晉級）
- 林昊廷：
  - 男子個人寬板（未晉級）
  - 男子個人寬板花式（未晉級）
- 張光佑：
  - 男子個人赤足彎道（未晉級）
  - 男子個人赤足彎道花式（未晉級）
- 廖淳儀：
  - 女子個人赤足彎道（未晉級）
  - 女子個人赤足彎道花式（未晉級）

### 直排輪曲棍球
- 蔡柏全、周宏炫、鄭崇祐、周　罡、黃建翔、張凱翔、張致凱、蘇士勛、呂柏浩、歐佳和、游凱文、鄧文甫、林宗翰、丁邦耕：男子團體（未晉級）

### 花式滑輪
- 葉家成：男子個人花式（第7名）
- 王筱筑：女子個人花式（第4名）
- 簡佳聖、王思予：雙人花式（ 銅牌）
- 楊嘉祥、陸怡安：雙人冰舞（第6名）

### 滑輪溜冰
- 駱威霖：
  - 男子300公尺計時賽（ 金牌）
  - 男子500公尺爭先賽（ 銀牌）
  - 男子1000公尺爭先賽（第6名）
  - 男子10000公尺計點淘汰賽（第17名）
  - 男子15000公尺計點淘汰賽（第6名）
- 廖彥勝：
  - 男子1000公尺爭先賽（未晉級）
  - 男子10000公尺計點淘汰賽（第6名）
  - 男子15000公尺計點淘汰賽（第14名）
- 張家豪：
  - 男子300公尺計時賽（第7名）
  - 男子500公尺爭先賽（未晉級）
  - 男子1000公尺爭先賽（第5名）
  - 男子10000公尺計點淘汰賽（第21名）
  - 男子15000公尺計點淘汰賽（第24名）
- 潘怡蓁：
  - 女子300公尺計時賽（第4名）
  - 女子500公尺爭先賽（未晉級）
  - 女子1000公尺爭先賽（未晉級）
  - 女子10000公尺計點淘汰賽（第12名）
  - 女子15000公尺計點淘汰賽（ 銅牌）
- 黃郁婷：
  - 女子300公尺計時賽（ 金牌）
  - 女子500公尺爭先賽（ 金牌）
  - 女子1000公尺爭先賽（ 金牌）
  - 女子10000公尺計點淘汰賽（第13名）
  - 女子15000公尺計點淘汰賽（第13名）
- 許巧人：
  - 女子300公尺計時賽（ 銀牌）
  - 女子500公尺爭先賽（第4名）
  - 女子1000公尺爭先賽（ 銀牌）
  - 女子10000公尺計點淘汰賽（第17名）
  - 女子15000公尺計點淘汰賽（第20名）

### 射箭
裸弓
- 田文才：
  - 男子無標示距離（未晉級）
  - 男子有標示距離（未晉級）
- 林美英：
  - 女子無標示距離（未晉級）
  - 女子有標示距離（未晉級）

反曲弓
- 龍廷軒：
  - 男子無標示距離（未晉級）
  - 男子有標示距離（未晉級）
- 黃丞安：
  - 女子無標示距離（未晉級）
  - 女子有標示距離（未晉級）

複合弓
- 王志豪：
  - 男子無標示距離（未晉級）
  - 男子有標示距離（未晉級）
- 黃逸柔：
  - 女子無標示距離（未晉級）
  - 女子有標示距離（未晉級）

### 飛盤
- 李林鎰、陳哲愷、王鴻達、張惟喬、趙冠豪、卓憲彬、郭福鈞、林依祈、楊雅惠、張容容、趙育佳、黃英利、林櫻如：混合團體（第6名）

### 保齡球
- 方志男：男子單人賽（第13名）
- 王幼鈴：女子單人賽（第7名）
- 方志男、王幼鈴：混合雙人賽（第11名）

### 七人制橄欖球
- 吳志賢、潘溎志、李加旺、王國峰、王如安、陳志飛、王仁熙、李健弘、董原祥、古昭宏、朱志維、蔣捷宇：男子團體（第6名）

### 滾球
- 魏海倫：男子羅納西雙向擲準賽（第6名）
- 黃顯章：男子羅納西單向擲準賽（第5名）
- 孫嘉億、陳竑文：男子法式雙人賽（第4名）
- 黃煒翔、陳竑廷：男子銳發雙人賽（未晉級）
- 黃郁茹：女子羅納西雙向擲準賽（第4名）
- 曹佳惠：女子羅納西單向擲準賽（第4名）
- 陳思安、楊黛華：女子法式雙人賽（第6名）
- 楊雅婷、鍾雨純：女子銳發雙人賽（未晉級）

### 壁球
- 黃政堯：男子個人（未晉級）
- 潘桂葉：女子個人（未晉級）

### 輕艇水球
- 鄭仕飛、謝豐丞、黃騰輝、何佳霖、呂青憲、陳昇華、林亞設、邱泰源：男子團體（第6名）
- 林雅萍、蕭韻茹、簡琦芸、陳姿蓉、賴敬惠、劉慧琪、鄭語嫣、邱秀玟：女子團體（第5名）

### 浮士德球
- 賴慶和、虞辜量、黃宏裕、張文龍、張原瑞、吳鴻彬、吳智民、陳建翰：男子團體（第6名）

### 相撲
- 江政安：男子輕量級（未晉級）
- 蔡憲銘：男子中量級（16強）
- 王皇文：男子重量級（16強）
- 蔡憲銘：男子無限量級（16強）
- 連珮如：女子輕量級（8強）
- 陳家範：女子中量級（第4名）
- 程秋蓉：女子重量級（16強）
- 李佩珊：女子重量級（16強）
- 陳家範：女子無限量級（8強）
- 程秋蓉：女子無限量級（8強）

### 健力
- 謝宗庭：男子輕量級（ 金牌）
- 林銘輝：男子輕量級（第5名）
- 黃龍興：男子中量級（第4名）
- 官義欣：男子中量級（第7名）
- 陳敬宗：男子重量級（第8名）
- 陳葦綾：女子輕量級（ 金牌）
- 周怡汝：女子輕量級（第4名）
- 李佳諭：女子中量級（第8名）
- 周千又：女子中量級（第4名）
- 許小莉：女子重量級（棄權）
- 曾葦蓉：女子重量級（第7名）
- 洪敏珠：女子超重量級（第9名）
- 張雅雯：女子超重量級（ 銅牌）

### 健美
- 黃建智：男子75公斤級（ 銅牌）
- 許崇煌：男子80公斤級（ 金牌）
- 許家豪：男子80公斤以上級（ 銅牌）

### 韻律體操
- 賴楹子：
  - 女子球（第20名）
  - 女子繩（第23名）
  - 女子環（第23名）
  - 女子帶（第23名）

### 運動舞蹈
- 趙群倫、高嘉璘：標準舞（第11名）
- 彭彥鳴、紀杏錡：拉丁舞（第16名）

### 有氧體操
- 徐淑淼、彭嘉俞、張謹雅：三人賽（第7名）
- 劉益均、賴婉真：混合雙人賽（第8名）

### 運動攀登
- 李恩至：男子速度賽（第7名）
- 張宇翔：男子先鋒賽（第8名）
- 周俊明：男子先鋒賽（第9名）
- 李虹瑩：
  - 女子速度賽（第4名）
  - 女子先鋒賽（第8名）

### 定向越野
- 陳鄭雄：
  - 男子短距離（第29名）
  - 男子中距離（第32名）
- 吳明彥：
  - 男子短距離（第35名）
  - 男子中距離（第28名）
- 謝宛君：
  - 女子短距離（第27名）
  - 女子中距離（第29名）
- 陳杰：
  - 女子短距離（第23名）
  - 女子中距離（第30名）

### 撞球
| 運動員 | 項目       | 預賽                       | 半準決賽                    | 準決賽                        | 總決賽                     | 排名 |
| 運動員 | 項目       | 對手 比數                  | 對手 比數                   | 對手 比數                     | 對手 比數                  | 排名 |
| ------ | ---------- | -------------------------- | --------------------------- | ----------------------------- | -------------------------- | ---- |
| 楊清順 | 男子9號球  | · Putnik · 胜 11-2         | 瑞典 · Chamat · 胜 11-9     | 德国 · 霍曼 · 胜 11-10        | 法國 · 蘇魁 · 负 4-11      | 銀牌 |
| 郭柏成 | 男子9號球  | 美国 · 范柏寧 · 负 10-11   | 未晉級                      | 未晉級                        | 未晉級                     | 16   |
| 蔡佩真 | 女子9號球  | 中華臺北 · 林沅君 · 负 2-9 | 未晉級                      | 未晉級                        | 未晉級                     | 16   |
| 林沅君 | 女子9號球  | 中華臺北 · 蔡佩真 · 胜 9-2 | 美国 · 蜜拉瑞爾 · 胜 9-2    | 英国 · 艾莉森·費雪 · 负 5-9   | 中華臺北 · 張舒涵 · 胜 9-5 | 銅牌 |
| 張舒涵 | 女子9號球  | 日本 · 大井由希子 · 胜 9-5 | 挪威 · 喬斯菲克 · 胜 9-8    | 奥地利 · 茉莉·歐斯純 · 负 2-9 | 中華臺北 · 林沅君 · 负 5-9 | 4    |
| 柳信美 | 女子9號球  | 日本 · 大谷晃央 · 胜 9-4   | 英国 · 艾莉森·費雪 · 负 5-9 | 未晉級                        | 未晉級                     | 8    |
| 原永國 | 男子開侖   | 埃及 · Sidhom · 胜 40-37   | 義大利 · 薩內提 · 负 15-40  | 未晉級                        | 未晉級                     | 8    |
| 林書弘 | 男子司諾克 | 南非 · Ellis · 胜 3-0      | 英国 · Grace · 负 1-3       | 未晉級                        | 未晉級                     | 8    |
| 吳育綸 | 男子司諾克 | 英国 · Walden · 胜 3-1     | 阿联酋 · Shebab · 负 0-3    | 未晉級                        | 未晉級                     | 8    |

### 合球
- 選手：林士傑、洪冠儒、郭佳豪、吳俊賢、黃麟帆、張國恩、邱志益、周湘茹、趙燕伶、林思宇、梁可欣、曲書平、林秀雲、羅菀瑤

| 運動員   | 項目     | 小組賽            | 小組賽            | 小組賽          | 小組賽 |                 | 準決賽            | 銅牌賽 | 排名 |
| 運動員   | 項目     | 對手 比數         | 對手 比數         | 對手 比數       | 名次   | 對手 比數       | 對手 比數         |        | 排名 |
| 中華臺北 | 混合團體 | 葡萄牙 · 胜 26-19 | 比利时 · 负 16-30 | 英国 · 胜 17-14 | 2      | 荷蘭 · 负 13-29 | 俄羅斯 · 胜 25-18 | 銅牌   |      |

### 柔術
男子
- 劉建宏：男子69公斤級（8強）
- 吳嘉倫：男子77公斤級（8強）

女子
| 運動員 | 項目         | 半準決賽                      | 準決賽                   | 復活賽             | 總決賽            | 排名 |
| 運動員 | 項目         | 對手 結果                     | 對手 結果                | 對手 結果          | 對手 結果         | 排名 |
| ------ | ------------ | ----------------------------- | ------------------------ | ------------------ | ----------------- | ---- |
| 李靜怡 | 女子55公斤級 | 俄羅斯 · Pastushenko · 晉級   | · Kukuzova · 晉級        |                    | 法國 · Reydy · 敗 | 銀牌 |
| 楊憲慈 | 女子62公斤級 | 蒙特內哥羅 · Jubacanin · 晉級 | 比利时 · Bertrand · 晉級 | 德国 · Hatzky · 敗 | 銀牌              |      |

### 空手道
型
- 嚴子堯：男子個人型（8強）

對打
| 運動員 | 項目         | 小組賽                       | 小組賽                  | 小組賽                     | 小組賽 |                              | 準決賽                         | 總決賽/銅牌戰 | 排名 |
| 運動員 | 項目         | 對手 比數                    | 對手 比數               | 對手 比數                  | 名次   | 對手 比數                    | 對手 比數                      |               | 排名 |
| 陳彥卉 | 女子53公斤級 | 俄羅斯 · Ponomarava · 胜 2-0 | 德国 · Oeckl · 胜 2-0   | 輪空                       | 1      | 土耳其 · Celik · 胜 4-0      | · Kovacevic · 负 2-4           | 銀牌          |      |
| 張 婷  | 女子60公斤級 | 斯洛伐克 · Tulejova · 负 0-2 | 新西兰 · Carr · 胜 2-0  | 以色列 · Afara · 平 1-1    | 2      | 俄羅斯 · Sobol · 负 0-2      | 中華臺北 · 黃連生 · 胜 7-0     | 銅牌          |      |
| 黃麗娟 | 女子60公斤級 | 土耳其 · Dogan · 胜 2-0      | 俄羅斯 · Sobol · 负 0-2 | 輪空                       | 2      | 斯洛伐克 · TuleJova · 负 0-1 | 中華臺北 · 張婷 · 负 0-7       | 4             |      |
| 夏文皇 | 男子60公斤級 | 巴西 · Brose · 平 1-1        | · 八尋恒存 · 胜 2-0     | 哥伦比亚 · Llanos · 胜 2-0 | 1      | 日本 · 藤本圭太 · 胜 5-4     | 巴西 · Brose · 负 1-7          | 銀牌          |      |
| 黃昊昀 | 男子80公斤級 | 俄羅斯 · Eldaruchev · 负 0-2 | 法國 · Cacheux · 胜 2-0 | 委內瑞拉 · Reyes · 胜 2-0  | 2      | 埃及 · Hany · 胜 3-0         | 俄羅斯 · Eldaruchev · 勝 8-DSQ | 金牌          |      |

- 謝政剛：男子對打60公斤級（8強）
- 黃庠榛：男子對打65公斤級（8強）
- 洪佳政：男子對打70公斤級（第4名）
- 鄭宇舜：男子對打75公斤級（8強）
- 柳美墉：男子對打80公斤以上級（8強）
- 郭功誌：男子對打無限量級（第4名）
- 劉亞力：女子對打60公斤以上級（8強）
- 林婉菁：女子對打無限量級（8強）

### 拔河
- 女子選手：王嘉淇、甘林依靜、李姿怡、柯佳妏、徐玉齡、陳麗惠、王姿榕、楊詩瑜、鄭淑芳

| 運動員   | 項目              | 循環賽        | 循環賽          | 循環賽        | 循環賽        | 循環賽        | 循環賽 |               | 準決賽        | 金牌賽 | 排名 |
| 運動員   | 項目              | 對手 比數     | 對手 比數       | 對手 比數     | 對手 比數     | 對手 比數     | 名次   | 對手 比數     | 對手 比數     |        | 排名 |
| 中華臺北 | 室內女子520公斤級 | 英国 · 胜 3-0 | 乌克兰 · 胜 3-0 | 南非 · 胜 3-0 | 日本 · 胜 3-0 | 荷蘭 · 胜 3-0 | 1      | 英国 · 胜 3-0 | 荷蘭 · 胜 3-0 | 金牌   |      |

## 邀請賽

### 壘球
- 本屆世運壘球為邀請賽，獎牌不計入總成績。此次比賽採取佩奇制(page頁程賽)，導致中華隊與日本隊總共對戰3次。
- 選手：羅尹莎、闕明慧、高靜儀、張麗秋、巫昕穎、江慧娟、楊依婷、邱安汝、李思詩、李秋靜、賴孟婷、林佩君、李筱琪、鍾彗琳、張曼萱

| 運動員   | 項目   | 循環賽                   | 循環賽            | 循環賽              | 循環賽                   | 循環賽           | 循環賽 |                   | 準決賽           | 銅牌賽            | 金牌賽 | 排名 |
| 運動員   | 項目   | 對手 比數                | 對手 比數         | 對手 比數           | 對手 比數                | 對手 比數        | 名次   | 對手 比數         | 對手 比數        | 對手 比數         |        | 排名 |
| 中華臺北 | 女子組 | 加拿大 · 胜 11-0 · (5局) | 日本 · 胜 6-0 · 0 | 俄羅斯 · 胜 3-0 · 0 | 新加坡 · 胜 18-0 · (3局) | · 胜 8-1 · (6局) | 1      | 日本 · 负 1-2 · 0 | · 胜 7-0 · (6局) | 日本 · 负 2-4 · 0 | 銀牌   |      |

### 巧固球
- 男子團體：方慎思、李世仁、李坤橙、李振銘、李智瑋、林文檳、姚飛龍、陳葉峻、張惟淳、張幃翔
- 女子團體：黃千慈、林詩芸、鍾佳蓉、鍾惠君、宋采芸、鍾孟澄、吳佩螢、鄭玉花、鍾佩如、張秀琪

| 運動員   | 項目 | 資格賽            | 資格賽          | 資格賽          | 資格賽            | 資格賽          | 資格賽 |           | 準決賽          | 金牌賽 | 排名 |
| 運動員   | 項目 | 對手 比數         | 對手 比數       | 對手 比數       | 對手 比數         | 對手 比數       | 名次   | 對手 比數 | 對手 比數       |        | 排名 |
| 中華臺北 | 男子 | 新加坡 · 胜 71-36 | 英国 · 胜 78-53 | 瑞士 · 胜 76-50 | 加拿大 · 胜 62-29 | 澳門 · 胜 64-28 | 1      | 輪空      | 瑞士 · 胜 67-39 | 金牌   |      |
| 中華臺北 | 女子 | 新加坡 · 胜 75-22 | 英国 · 胜 65-29 | 瑞士 · 胜 48-38 | 不適用            | 不適用          | 1      | 輪空      | 瑞士 · 胜 50-37 | 金牌   |      |

### 沙灘手球
- 李政翰、張誌維、翁家瑋、邱奕帆、王暉雄、吳凭徽、顏國松、郭宗鑫、曾彥鈞、鄭淵聰：男子團體（第5名）
- 朱裘恩、賈凌慧、陳怡伶、楊嘉雯、陳德蓉、許銣芳、張雅瑋、楊雅婷、陳映伶、邱郁婷：女子團體（第5名）

### 武術
套路
- 彭偉群：男子南棍南拳全能（ 金牌）
- 陳少騏：女子劍術槍術全能（ 銀牌）
- 范嫚紜：女子太極拳太極劍全能（ 銀牌）

散打
- 周廷原：男子散打70公斤級（ 銀牌）
- 高玉娟：女子散打60公斤級（ 銅牌）

### 龍舟
- 吳士良、邱斌瑞、邱懷諄、賈俊瀚、謝祖耀、張嘉仁、李漢城、劉韋辰、賴鋒璋、郭重興、陳修嗣、謝易龍、王字安、馬健銘、謝延禧、殷琬婷、張筑涵、洪瑋、黃逸彣、陳薇任、陳瑋涵、陳家宜、凃昱帆、陳沁婕、洪佳儀：
  - 混合團體200公尺（ 銅牌）
  - 混合團體500公尺（第4名）
  - 混合團體1000公尺計時（第4名）
  - 混合團體2000公尺計時（ 銀牌）